# Premontrei rend
A premontrei vagy prémontrei kanonokrend (vagy norbertrend, latinul Ordo Praemontratensis, rövidítve O. PRAEM.) a katolikus egyház szerzetesrendje, amely Szent Ágoston reguláját követi, de átvettek a cisztercitáktól is. Fehér kanonokok néven is ismerik őket (öltözetük színe alapján). A rendet Szent Norbert 1120-ban alapította a franciaországi Laon melletti Prémontrében. 1126-ban kaptak pápai jóváhagyást, s ezután kolostorokat létesítettek Nyugat-Európa-szerte, Norbert pedig Magdeburg érseke lett. A szerzetesi közösség Szent Ferenc és Szent Domonkos előfutárának tekinthető, mivel az őket megelőzően alapított rendek a településektől távol, a világtól elzárkózva éltek, és imádkoztak. A premontreiek, monostoraikat városokban vagy forgalmas helyek közelébe építették, és a szemlélődő életformát összekötötték a papi tevékenységgel. Életmódjuk híres volt szigorúságáról, de előírásai szigorát később enyhítették.
A premontrei rendnél a nagyobb rangú kolostor (rendház) vezetője a prépost, a kisebb rangúé a perjel címet használja. A premontrei rendházakat és a hozzájuk tartozó javak összességét prépostságnak, illetve perjelségnek nevezik.

## Története

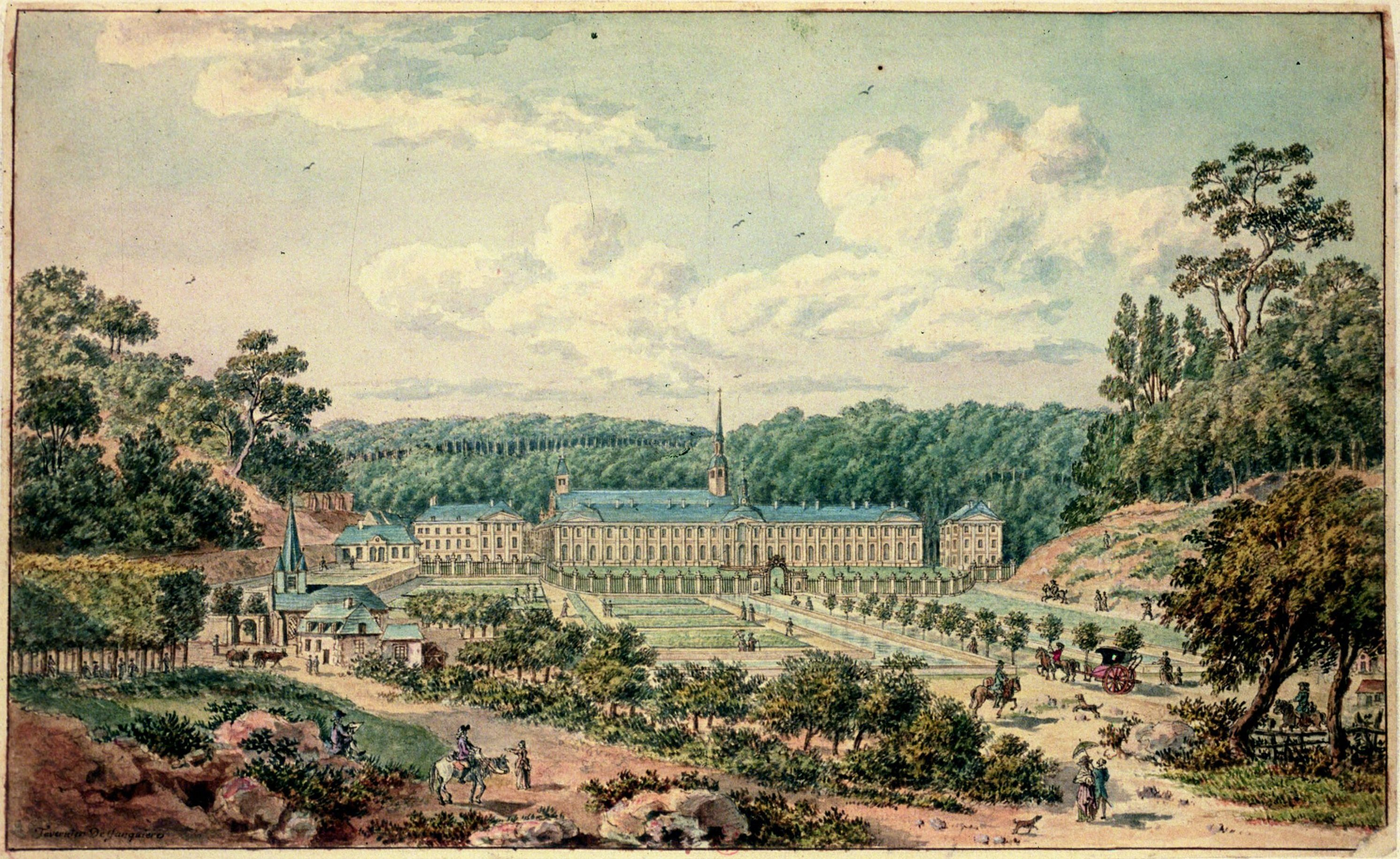
Tavernier de Jonquières rajza: A prémontré-i apátság a 18. században

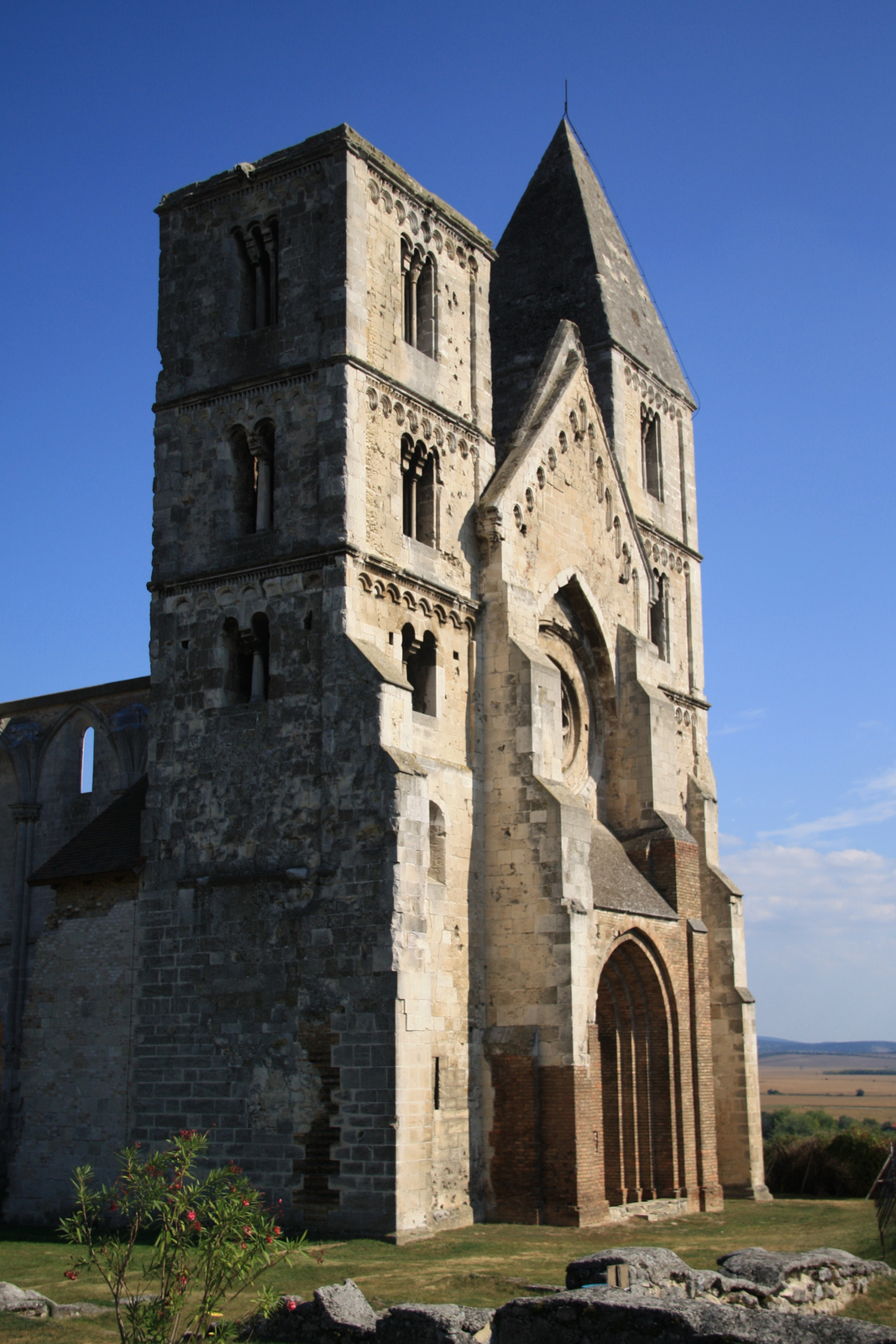
A zsámbéki premontrei templomrom

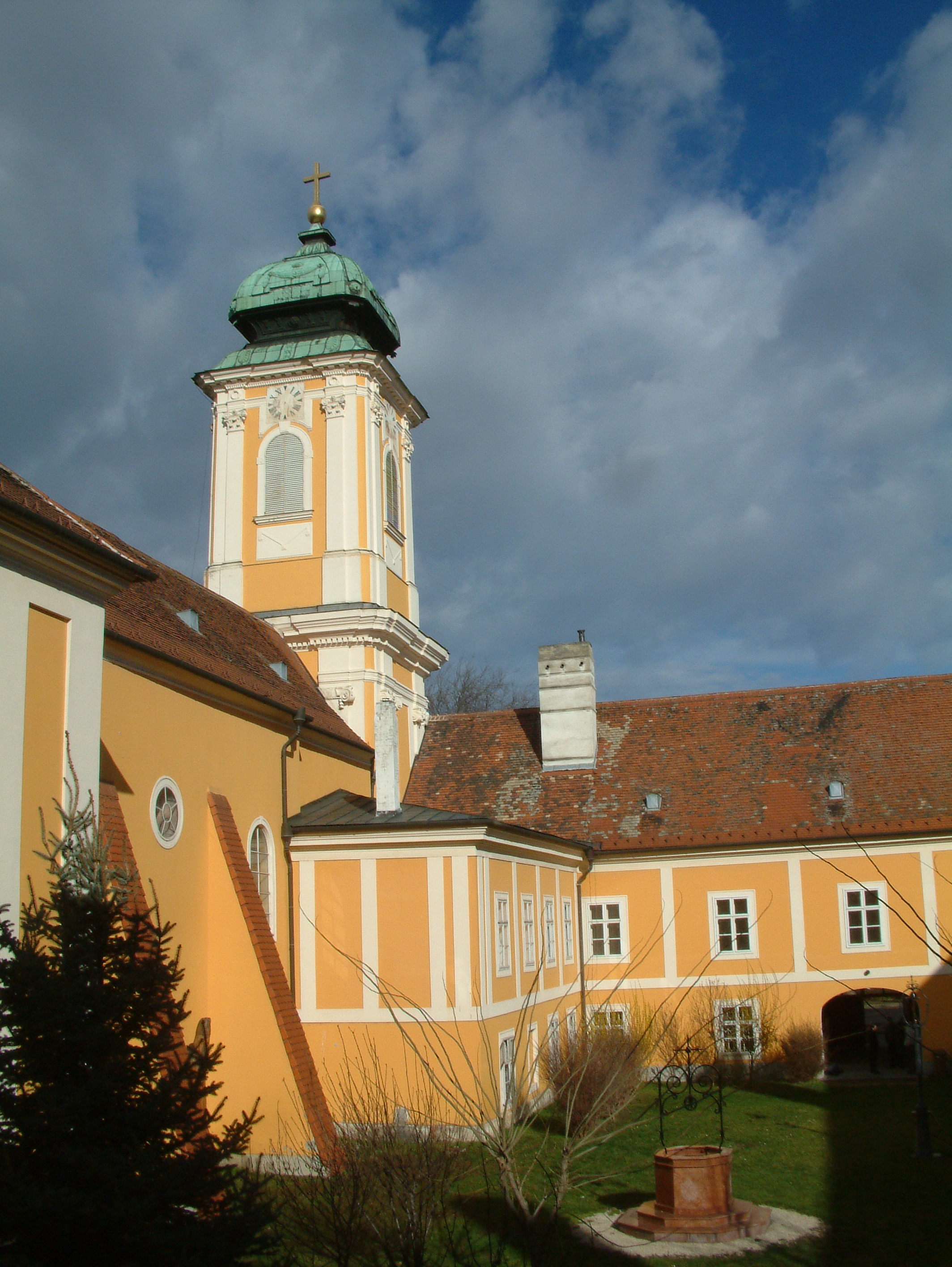
A csornai rendház és templom

Szent Norbertnek komoly szándéka volt, hogy a németországi kanonoki közösségekben szigorúan szabályozott életformát vezessen be. 1120-ban a laoni egyházmegyében működött, így ott egy elhagyott helyen, az Aisne megyei Prémontrében, alapította meg kolostorát 13 társával együtt. Ők mindannyian reguláris kanonokok voltak, és Szent Ágoston reguláját követték, de elfogadtak egy függeléket is, amely nagyobb szabadságot biztosított számukra. Norbert jó barátságban volt Clairvaux-i Szent Bernáttal, és a ciszterci eszmék is nagy befolyással voltak rá mind a rendi életmódban, mind a rendi kormányzás területén.
Mivel a premontrei rend tagjai nem szerzetesek voltak, hanem úgynevezett reguláris kanonokok, ezért a feladatuk a prédikálás és a lelkipásztori szolgálat ellátása volt, ennélfogva is nagy számú plébánia tartozott kolostoraikhoz.
1126-ban, amikor megkapta a pápai jóváhagyást, már kilenc ház tartozott a rendhez, majd ezt követően gyorsan elterjedt egész Nyugat-Európában, így a 14. század közepére már több mint 1300 férfi és 400 női közösség alakult meg. A premontreiek kiemelt szerepet játszottak a vendek megtérítésében az Elbán és az Oderán túli területeken. A rend folyamatos reformokon ment keresztül. A premontrei rend 1143-ban érkezett Angliába. VIII. Henriknek a római katolikus egyházból való kiválása előtt 35 házat alapítottak itt.
A rendet éppen szülőhazájában csaknem teljesen felszámolta a francia forradalom.
A 19. század elejére a rend tevékenysége lényegében a Habsburg Birodalom területére korlátozódott, de 1835 és 1842 között öt kolostort újraalapítottak Belgiumban. A 20. század elején 20 rendházuk volt és 1000 papjuk. 2005-ig a rend minden kontinensen elterjedt, közel 100 házzal. A rend mai központja (Generalitia) Rómában van, itt több régi apátságukat restaurálták. Tagjai ünnepélyes szertartásokon és az imádkozáson kívül tanítással és térítéssel is foglalkoznak. Öltözetük tetőtől talpig fehér, kék cingulussal.

## Magyarországon
Az ősi hagyomány szerint a fehér kanonokok II. István király (1116–1131) hívására Prémontréból érkeztek Magyarországra, és Nagyvárad városától északra, a Kőrös jobb partján emelkedő dombtetőn, Váradhegyfokon emeltek monostort Szent István (vértanú) tiszteletére, 1130-ban. A Képes krónika szerint itt temették el rendi ruhában II. Istvánt. A 18. századi térképek még feltüntetik a monostor romjait, de ma már ennek a felszínen nyomát sem láthatjuk.
Jelenlétüket 1135 előtt már dokumentumok is bizonyítják. A magyarországi premontrei rendházak többségének Váradhegyfok volt az anyamonostora, vagyis a sűrűn következő alapításokat innen szervezték. Templomaikban a nyilvánvaló francia befolyás mellett erőteljesen érvényesült a korábbi hazai bencés templomok olaszos rendszere és részletalakítása is. Apátságaik közt szép számmal vannak nemzetségi alapításúak is. A legrégibb ismert premontrei monostorjegyzék, a Catalogus Ninivensis szerint 1235-ben a magyarországi rendtartomány húsz férfi- és két női monostorból állott. A rendi katalógusok, valamint oklevelek felhasználásával Oszvald Ferenc foglalta össze a magyar rendtartomány Árpád-kori történetét. Megállapította, hogy az első prépostság, az 1130-ban alapított váradhegyfoki és az utolsóként 1264-ben létesített csúti (csőti) monostor mellett harminchét rendházról van tudomásunk, többek között Adonyban, Csornán, Hatvanban, Jánoshidán, Jászóváralján, Kaposfőn, Majkon, a Nyulak szigetén (a mai budapesti Margit-szigeten), Ócsán, Zsámbékon, női rendházak pedig Ivanicson, Mórichidán, Somlóvásárhelyen, Szegeden működtek. Nem mindegyiknek ismerjük keletkezési idejét, titulusát, számos esetben az alapító személye is rejtve maradt. Legújabban Hervay Ferenc az oklevelekből igazolható premontrei prépostságok számát harminckettőben jelölte meg. Közülük legfeljebb tíz volt királyi alapítású (Váradhegyfok, Jászó, Jánoshida, Nyulak szigete, Turóc, Csút biztosan), a többi tehetős egyházi vagy világi személynek köszönhette létét. Két női monostor Brassóban és Szebenben állott, amelyek valószínűleg a tatárjáráskor pusztultak el.
A szerzetesek a kolostori életen kívül lelkipásztorkodással és hiteleshelyi tevékenységgel foglalkoztak, utóbbival nagy szerepet vállaltak az írásbeliség magyarországi elterjedésében. A török hódoltság idején a premontrei rend hazai működése csaknem teljesen megszűnt. Birtokaik a 18. században az ausztriai prépostságok tulajdonába kerültek. A magyar rendtartomány (cirkária) az 1760-as években nyerte vissza önállóságát, de II. József 1785 és 1787 között betiltotta tevékenységüket. Az egyház és a vármegyék tiltakozásának hatására I. Ferenc 1802-ben visszaállította a ciszterci és a premontrei rend működését, az utóbbiak két központja Csorna és Jászó (ma Szlovákiában) lett. A visszaállítás feltétele az volt, hogy részt vegyenek az ifjúság középiskolai oktatásában: a csornai prépostság Szombathelyen és Keszthelyen, a jászói prépostság Lőcsén, Ungváron, Rozsnyón és Nagyváradon vezetett gimnáziumot, majd az ungvári helyett a kassai gimnázium és konviktus került irányításuk alá.
Trianon után a nagyváradi és a felvidéki rendházak, iskolák helyett Gödöllőn alakult ki új központ (1923–24). Az iskolákat 1948-ban államosították, a rendet 1950-ben feloszlatták.

### Jelenleg
Magyarországra a rendszerváltás idején, 1989-ben kapta vissza a rend, két helyen telepedtek vissza, Csornán és Gödöllőn van jelenleg rendi közösségük. Csornán az újraindulástól 2009-ig Horváth Lóránt Ödön volt az apát és prépost-prelátus, majd nyugalomba vonulása óta Fazakas Zoltán Márton prépost-prelátus, kormányzó perjel irányítja a rendi közösséget, akit 2015 augusztusában 10 évre apáttá választott a prépostság közössége. Az újjáalakult gödöllői rendi közösség vezetője előbb Fényi Ottó volt, őt Ullmann Péter Ágoston kormányzóperjel követte. Az elöljárói feladatokat 2015-től Balogh Péter Piusz látja el, akit 2018 októberében apáttá benedikált Varga Lajos váci segédpüspök. Ő a Gödöllői Apátság első apátja.
A rend három gimnáziumot is fenntart, Szombathelyen, Keszthelyen és Gödöllőn, valamint Zsámbékon általános iskolát, gimnáziumot és egy szakközépiskola és szakiskolát.

### A gödöllői rend
Gödöllőre jött Jászóról a premontreiek egy része, amikor Jászó a trianoni diktátum következtében Magyarország határain kívülre került. Itt úgymond újraalapították a rendjüket, hisz a jászói apátság pontos mását építették meg. Itt indult meg a gimnáziumi oktatás. Ám a második világháború alatt volt ez az épület szovjet, és német tábor is. Végül államosították, jelenleg is a Gödöllői Agrártudományi Egyetem használja. Ám a rendszerváltás után a premontreiek visszakaptak egy területet, itt tudtak felállítani egy háromépületes iskolát, ami közvetlenül a régi épület mellett van. Ez nem sikerült volna a fent említett Fényi Ottó nélkül, ő harcolta ki. 2018 augusztusában a rend generális káptalanja apátsági rangra emelte Gödöllőt.

## Romániában
1990 után Nagyváradon is visszaállt a premontrei rend. A váradi premontreiek prépostja, apátja Fejes Rudolf Anzelm lett.
Az egykori híres nagyváradi premontrei gimnázium egyelőre nem alakult újjá (itt tanított például Juhász Gyula). Az egykori gimnázium épületében jelenleg a Mihai Eminescu főgimnázium működik.

## Szlovákiában
Jászón és Leleszen állt vissza a rend. A jászóvári főapát 2009-ig Bartal Károly Tamás volt. 2009 júliusában a konvent Ambróz Martin Štrbák szlovák atyát választotta apáttá, akinek benedikálását augusztus 30-án végezte Alojz Tkáč kassai érsek-metropolita.

## Települések premontrei műemlékkel
- Ócsa
- Gyulafirátót
- Csorna
- Majki műemlékegyüttes
- Jánoshida
- Türje
- Zsámbék
- Árpás, Szent Jakab-templom
- Gödöllő
- Szombathely

### Szlovákia
- Jászóváralja
- Alsómislye
- Százd
- Ipolyság (Ipolysági premontrei kolostor)

## Képek

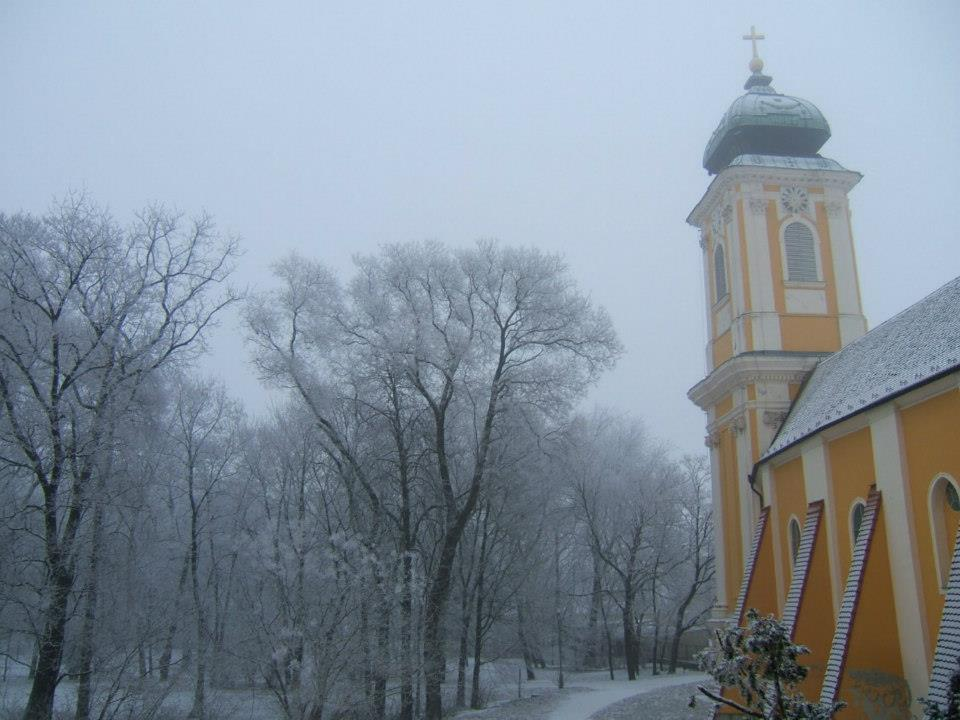
A csornai premontrei prépostsági templom és a Premontrei park télen
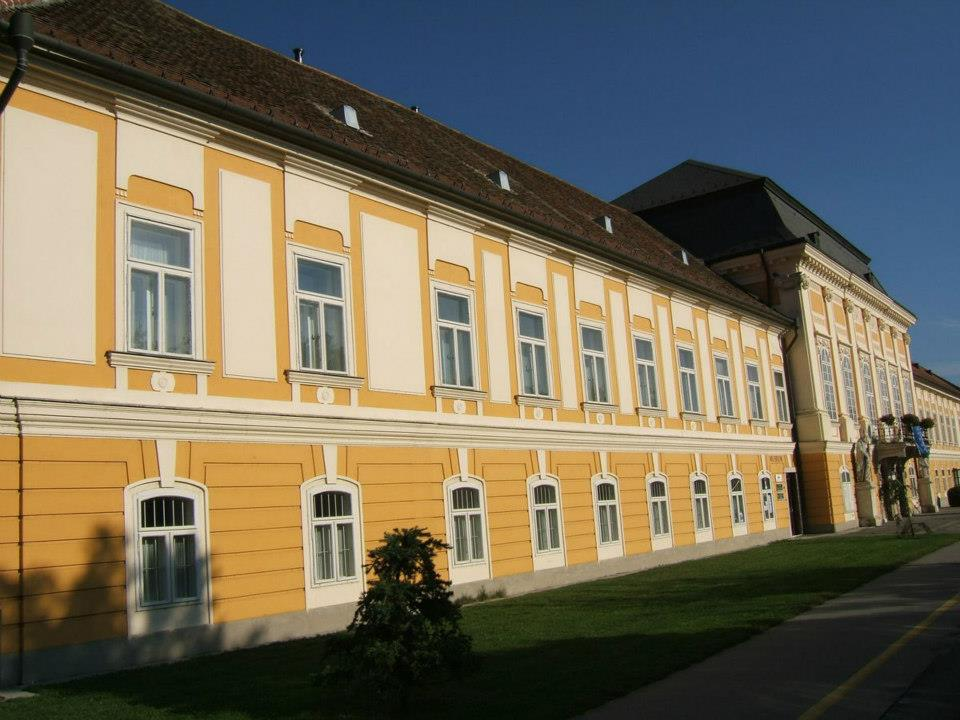
A Csornai Premontrei Prépostság épülete. Az északi szárnyban működik a Csornai Múzeum